# Serfaus
Serfaus é um município da Áustria, localizado no distrito de Landeck, estado de Tirol.